# Dmitrij Kajumov
Dmitrij Igorevič Kajumov (in russo Дмитрий Игоревич Каюмов?; Reutov, 11 maggio 1992) è un ex calciatore russo, di ruolo centrocampista.